# Orientosoma koreanum
Orientosoma koreanum är en mångfotingart som beskrevs av Sergei I. Golovatch 1980. Orientosoma koreanum ingår i släktet Orientosoma och familjen orangeridubbelfotingar. Inga underarter finns listade i Catalogue of Life.